# Заросляк рудочеревий
Заросляк рудочеревий (Atlapetes nationi) — вид горобцеподібних птахів родини Passerellidae. Ендемік Перу.

## Підвиди
Виділяють два підвиди:
- A. n. nationi (Sclater, PL, 1881) — західне Перу;
- A. n. brunneiceps (Berlepsch & Stolzmann, 1906) — півнденно-західне Перу.

## Поширення і екологія
Рудочереві заросляки мешкають в гірських вологих тропічних лісах і чагарниках перуанських Анд на висоті від 2000 до 400 м над рівнем моря.